# Dmitri Bivol
Dmitry Yuryevich Bivol (en russe : Дмитрий Юрьевич Бивол), né le 18 décembre 1990 à Tokmok (RSS kirghize, Union soviétique), est un boxeur russo-kirghiz. Il détient le titre WBA des poids mi-lourds de 2017 à 2019 et le titre WBA (Super) des poids mi-lourds de 2019 à 2024. Le 22 février 2025, il devient le champion du monde des poids mi-lourds WBA, WBC, WBO, IBF, IBO et Ring Magazine.

## Biographie
Dmitry Yuryevich Bivol naît le 18 décembre 1990 à Tokmok, dans la RSS kirghize, en Union soviétique. Le père de Dmitry Bivol est né en RSS moldave, tandis que sa mère est d'origine coréenne (Koryo-saram) née en RSS kazakhe. Après avoir obtenu leur diplôme et s'être mariés, ses parents déménagent en RSS kirghize. Dmitry Bivol grandit au Kirghizistan jusqu'à l'âge de 11 ans, âge auquel il déménage dans la ville de Saint-Pétersbourg, en Russie,.

## Carrière amateur
Dmitry Bivol, entrainé par Boulejov, commence la pratique de la boxe à l'âge de six ans à Tokmak, au Kirghizistan. À l'époque, il est naturellement plus grand et pèse plus lourd par rapport à un garçon de taille moyenne de son âge. Il explique comment sa confiance en lui a grandi au fur et à mesure qu'il commençait à gagner contre des garçons beaucoup plus âgés que lui lors de ses combats amateurs.
Dmitry Bivol est un amateur décoré, remportant deux championnats du monde au niveau junior (U-17), ainsi qu'une médaille de bronze aux Championnats du monde de boxe des jeunes de l'AIBA en 2008 dans la catégorie des poids moyens. Il remporte les championnats nationaux russes de boxe amateur en 2012 et 2014, en tant que poids lourds-légers.
Son palmarès en tant qu'amateur est de 268-15.

## Carrière professionnelle

### Début de carrière
Dmitry Bivol fait ses débuts professionnels le 28 novembre 2014. Il remporte ses six premiers combats par KO. Au début de sa carrière, il s'entraîne alors avec Egor Mekhontsev, Jean Pascal et Vyacheslav Shabranskyy. Il vit à Saint-Pétersbourg mais s'entraîne en Californie du Sud.

### Champion WBA (Super) des poids mi-lourds

#### Bivol vs. Castillo
Le 12 octobre 2019, il affronte le Dominicain Lenin Castillo à Chicago, dans l'Illinois, aux États-Unis, et remporte le combat par décision aux points unanime,,.

#### Bivol vs. Richards
Le 1er mai 2021, il affronte le Britannique Craig Richards à Manchester, en Angleterre, et remporte le combat par décision aux points unanime,,.

#### Bivol vs. Salamov
Le 11 décembre 2021, il affronte le Russe Umar Salamov à Iekaterinbourg, en Russie, et remporte le combat par décision aux points unanime,,,.

#### Bivol vs. Álvarez
Le 7 mai 2022, il affronte le Mexicain Canelo Álvarez à Paradise, dans le Nevada, aux États-Unis, et remporte le combat par décision aux points unanime,,,,.

#### Bivol vs. Ramírez
Le 5 novembre 2022, il affronte le Mexicain Gilberto Ramírez à Abou Dabi, aux Émirats arabes unis, et remporte le combat par décision aux points unanime,.

### Champion WBA (Super) et IBO des poids mi-lourds

#### Bivol vs. Arthur
Le 23 décembre 2023, il affronte le Britannique Lyndon Arthur à Riyad, en Arabie saoudite, et remporte le combat par décision aux points unanime,,.

#### Bivol vs. Zinad
Le 1er juin 2024, il affronte le Libyen Malik Zinad à Riyad, en Arabie saoudite, et remporte le combat par KO technique lors de la sixième reprise,,.

### Champion incontesté des poids mi-lourds

#### Beterbiyev vs. Bivol
Le 12 octobre 2024, il affronte le Canadien Artur Beterbiyev à Riyad, en Arabie saoudite, et perd le combat par décision aux points majoritaire (114-114, 115-113, 116-112),,,. Après le combat, l'équipe de Dmitry Bivol déclare vouloir une revanche immédiate. En réponse, l'équipe d'Artur Beterbiyev déclare qu'elle serait heureuse de le faire. En décembre 2024, il est confirmé qu'une revanche pour le titre incontesté sera organisé le 22 février 2025,,.

#### Beterbiev vs. Bivol II
Le 22 février 2025, il affronte pour la deuxième fois le Canadien Artur Beterbiyev à Riyad, en Arabie saoudite, et remporte le combat par décision aux points majoritaire (114-114, 116-112, 115-113),,. Il devient le champion du monde incontesté des poids mi-lourds de la WBA, de la WBO, de la WBC et de l'IBF. Il remporte également la ceinture du Ring Magazine et inflige par la même occasion la première défaite à Artur Beterbiyev dans sa carrière,.

## Palmarès professionnel
| 25 combats      | 24 victoires | 1 défaites |
| Avant la limite | 12           | 0          |
| Sur décision    | 12           | 1          |

| Décision possible : KO • TKO (KO technique) • UD (décision aux points unanime) • MD (décision aux points majoritaire) • SD (décision aux points partagée) • D (match nul) • NC (sans décision) • RTD (abandon) |        |                         |      |         |                  |                                        | |
| Résultat | Record | Adversaire              | Type | Round   | Date             | Lieu                                   | Notes |
| Victoire | 24-1   | Artur Beterbiyev        | MD   | 12      | 22 février 2025  | Riyad, Arabie saoudite                 | Remporte les titres WBC, IBF, WBO, WBA (Super), IBO et The Ring des poids mi-lourds.                                                   |
| Défaite | 23-1   | Artur Beterbiyev        | MD   | 12      | 12 octobre 2024  | Riyad, Arabie saoudite                 | Perd les titres WBA (Super) et IBO des poids mi-lourds. Pour les titres WBC, IBF, WBO et le titre vacant The Ring des poids mi-lourds. |
| Victoire | 23-0   | Malik Zinad             | TKO  | 6 (12)  | 1er juin 2024    | Riyad, Arabie saoudite                 | Conserve les titres WBA (Super) et IBO des poids mi-lourds.                                                                            |
| Victoire | 22-0   | Lyndon Arthur           | UD   | 12      | 23 décembre 2023 | Riyad, Arabie saoudite                 | Conserve le titre WBA (Super) des poids mi-lourds. Remporte le titre IBO des poids mi-lourds.                                          |
| Victoire | 21-0   | Gilberto Ramírez        | UD   | 12      | 5 novembre 2022  | Abou Dabi, Émirats arabes unis         | Conserve le titre WBA (Super) des poids mi-lourds.                                                                                     |
| Victoire | 20-0   | Canelo Álvarez          | UD   | 12      | 7 mai 2022       | Paradise, Nevada, États-Unis           | Conserve le titre WBA (Super) des poids mi-lourds.                                                                                     |
| Victoire | 19-0   | Umar Salamov            | UD   | 12      | 11 décembre 2021 | Iekaterinbourg, Russie                 | Conserve le titre WBA (Super) des poids mi-lourds.                                                                                     |
| Victoire | 18-0   | Craig Richards          | UD   | 12      | 1er mai 2021     | Manchester, Angleterre                 | Conserve le titre WBA (Super) des poids mi-lourds.                                                                                     |
| Victoire | 17-0   | Lenin Castillo          | UD   | 12      | 12 octobre 2019  | Chicago, Illinois, États-Unis          | Conserve le titre WBA (Super) des poids mi-lourds.                                                                                     |
| Victoire | 16-0   | Joe Smith Jr.           | UD   | 12      | 9 mars 2019      | Verona, État de New York, États-Unis   | Conserve le titre WBA des poids mi-lourds.                                                                                             |
| Victoire | 15-0   | Jean Pascal             | UD   | 12      | 24 novembre 2018 | Atlantic City, New Jersey, États-Unis  | Conserve le titre WBA des poids mi-lourds.                                                                                             |
| Victoire | 14-0   | Isaac Chilemba          | UD   | 12      | 4 août 2018      | Atlantic City, New Jersey, États-Unis  | Conserve le titre WBA des poids mi-lourds.                                                                                             |
| Victoire | 13-0   | Sullivan Barrera        | TKO  | 12 (12) | 3 mars 2018      | New York, État de New York, États-Unis | Conserve le titre WBA des poids mi-lourds.                                                                                             |
| Victoire | 12-0   | Trent Broadhurst        | KO   | 1 (12)  | 4 novembre 2017  | Monte Carlo, Monaco                    | Conserve le titre WBA des poids mi-lourds.                                                                                             |
| Victoire | 11-0   | Cedric Agnew            | TKO  | 4 (10)  | 17 juin 2017     | Las Vegas, Nevada, États-Unis          | |
| Victoire | 10-0   | Samuel Clarkson         | TKO  | 4 (12)  | 14 avril 2017    | Oxon Hill, Maryland, États-Unis        | Conserve le titre intérimaire WBA des poids mi-lourds.                                                                                 |
| Victoire | 9-0    | Robert Berridge         | TKO  | 4 (12)  | 23 février 2017  | Nijni Taguil, Russie                   | Conserve le titre intérimaire WBA des poids mi-lourds.                                                                                 |
| Victoire | 8-0    | Yevgeni Makhteienko     | UD   | 10      | 29 octobre 2016  | Iekaterinbourg, Russie                 | |
| Victoire | 7-0    | Felix Valera            | UD   | 12      | 21 mai 2016      | Moscou, Russie                         | Remporte le titre intérimaire WBA des poids mi-lourds.                                                                                 |
| Victoire | 6-0    | Cleiton Conceição       | KO   | 4 (10)  | 18 février 2016  | Costa Mesa, Californie, États-Unis     | |
| Victoire | 5-0    | Jackson Junior          | TKO  | 4 (10)  | 4 novembre 2015  | Kazan, Russie                          | Remporte le titre vacant WBA Inter-Continental des poids mi-lourds.                                                                    |
| Victoire | 4-0    | Felipe Romero           | KO   | 8 (8)   | 27 août 2015     | Costa Mesa, Californie, États-Unis     | Remporte le titre vacant WBO-USNBC Silver des poids mi-lourds.                                                                         |
| Victoire | 3-0    | Joseph Lubega           | KO   | 4 (8)   | 22 mai 2015      | Moscou, Russie                         | |
| Victoire | 2-0    | Konstantin Piternov     | TKO  | 3 (6)   | 10 avril 2015    | Moscou, Russie                         | |
| Victoire | 1-0    | Jorge Rodriguez Olivera | TKO  | 6 (6)   | 28 novembre 2014 | Moscou, Russie                         | |